# Henry Tröndle
Henry Tröndle (* 15. März 1906 in Albbruck als Heinrich Tröndle; † 18. März 1991 in Ridgewood, New Jersey, Vereinigte Staaten) war ein deutscher Radsportler.

## Biografie
Henry Tröndle, der seit 1925 in den Vereinigten Staaten lebte, nahm 1927 die US-amerikanische Staatsbürgerschaft an und amerikanisierte dabei seinen Vornamen Heinrich zu Henry. Trotz seiner amerikanischen Staatsangehörigkeit nahm Tröndle bei den Olympischen Sommerspielen 1932 in Los Angeles für die Delegation des Deutschen Reichs im Einzelzeitfahren teil, beendete den Wettkampf jedoch nicht, da er beim 100-km Straßenrennen wegen zwei platter Reifen aufgeben musste.